# Gottlob Frege
Friedrich Ludwig Gottlob Frege, född 8 november 1848 i Wismar, död 26 juli 1925 i Bad Kleinen, var en tysk matematiker, logiker och filosof. Frege brukar betraktas som en av de första företrädarna för den tankeströmning inom filosofin som kallas analytisk filosofi, och anses vara en av de viktigaste grundarna av den moderna matematiska logiken.

## Utbildning
Frege studerade vid universitet i Jena 1869 och flyttade till Göttingen efter två år där han blev filosofie doktor 1873. Ytterligare två år senare återvände han till Jena för att undervisa i matematik. År 1879 blev han biträdande professor och 1896 professor i matematik. 

## Logik
Freges viktigaste insats som logiker är det banbrytande arbetet Begriffsschrift från 1879 där han genom att införa en ny, kompaktare notation, variabler och kvantifikatorer lägger grunden till den moderna predikatlogiken. Tidigare logik byggde på de aristoteliska syllogismerna och stoikernas satslogik, och i detta logiska språk kan man endast med stora svårigheter representera till exempel relationer som "Mor är längre än Tor". Det sätt som Frege kunde representera även komplexa satser med flera inbördes sammankopplade relationer var en förutsättning för hans senare försök att återföra aritmetiken till logiken (den logicistiska tesen). Projektets grund var att med hjälp av Cantors mängdlära och Freges eget logiska språk definiera heltalen utan att tillgripa matematiska begrepp samt att härleda de elementära räknelagarna ur några grundläggande axiom. Den nya logiken fick stort genomslag, bland annat via Bertrand Russell som i Principia Mathematica hänvisar till Frege. Även om dagens skrivsätt är annorlunda, är den moderna predikatlogiken i huvudsak identisk med det logiska språk som Frege definierade.

## Filosofi
Frege var även en betydande språkfilosof, och hans distinktion mellan mening (tyska Sinn) och betydelse (tyska Bedeutung) var ett avgörande framsteg inom denna disciplin. Distinktionen har sin början i en analys av uttrycket "a = b". Det problem Frege försöker lösa är att hitta en förklaring till att uttrycket "a = a" inte verkar innehålla någon värdefull information, till skillnad från uttrycket "a = b" som verkar göra det. Det kan inte vara så att a och b är i alla avseenden identiska, eftersom då "a = b" skulle vara liktydigt med "a = a". Det måste finnas en skillnad mellan a och b, samtidigt som det måste finnas en likhet mellan dessa.
Freges förslag till tolkning är att a och b i exemplet "a = b" har samma betydelse, men olika mening. Med "betydelse" menar Frege det som ett begrepp S syftar på, alltså till exempel det fysiska föremål som motsvarar "Stefan Löfven". Med "mening" menas det begreppsliga innehåll S har, eller det sätt på vilket uttryckets betydelse ges av uttrycket. I uttrycket "Sveriges statsminister = Stefan Löfven" har termerna på ömse sidor om likhetstecknet samma betydelse, men olika mening.
Freges klassiska exempel på skillnaden mellan mening och betydelse handlar om de gamla namnen på planeten Venus, "aftonstjärnan" och "morgonstjärnan". Enligt Frege har "aftonstjärnan" och "morgonstjärnan" samma betydelse, det vill säga att de bägge avser planeten Venus. Däremot har de olika mening, till exempel i det att den ena visar sig på kvällen och den andra på morgonen. Detta förklarar att utsagor av typen "aftonstjärnan = morgonstjärnan" skiljer sig från "aftonstjärnan = aftonstjärnan". För att veta om den förra satsen är sann måste vi veta något om de ingående uttryckens mening eller semantiska innehåll, nämligen, att de refererar till samma fysiska föremål. Den senare utsagan är däremot en utsaga som är sann på rent logiska eller begreppsliga grunder, och vi behöver inte veta något om vilken betydelse "aftonstjärnan" har för att veta att den är sann.
Inom den moderna språkfilosofiska debatten brukar man därför tala om "referens" istället för "betydelse", men distinktionen är densamma.

## Skrifter i urval
- Online-bibliografi av Freges verk, med originaltitel och engelsk översättning.
- 1879. Begriffsschrift, eine der aritmetischen nachgebildete Formelsprache des reinen Denkens. Halle a/S: Louis Nebert
- 1884. Die Grundlagen der Arithmetik: eine logisch-mathematische Untersuchung über den Begriff der Zahl. Breslau: W. Koebner. Översättning: Fredrik Stjernberg, 2002. Aritmetikens grundvalar, Thales.
- 1891. "Funktion und Begriff." Engelsk översättning: "Function and Concept" i Geach and Black (1980)
- 1892. "Über Sinn und Bedeutung" i Zeitschrift für Philosophie und philosophische Kritik 100: 25–50. Engelsk översättning: "On Sense and Reference" i Geach och Black (1980).
- 1892. "Über Begriff und Gegenstand" i Vierteljahresschrift für wissenschaftliche Philosophie 16: 192–205. Engelsk översättning: "Concept and Object" i Geach och Black (1980).
- 1893. Grundgesetze der Arithmetik, Band I. Jena: Verlag Hermann Pohle. Band II, 1903. Partiell engelsk översättning: Furth, M, 1964. The Basic Laws of Arithmetic. Univ. of California Press.
- 1904. "Was ist eine Funktion?" i Meyer, S., ed., 1904. Festschrift Ludwig Boltzmann gewidmet zum sechzigsten Geburtstage, 20. Februar 1904. Leipzig: Barth: 656-666. Engelsk översättning: "What is a Function?" i Geach och Black (1980).
- 1918–1919 "Der Gedanke. Eine logische Untersuchung," i Beiträge zur Philosophie des deutschen Idealismus 2, Band I: 58–77
- 1918–1923. Peter Geach (Red.):  Logical Investigations, Blackwell's, 1975.
- Peter Geach och Max Black, red., och övers., 1980. Translations from the Philosophical Writings of Gottlob Frege, 3rd ed. Blackwell (1st ed. 1952).
- Sven-Olov Wallenstein och Daniel Birnbaum, red., och övers., 1995. Skrifter i Urval, Thales.